# Arquipélago de Chonos

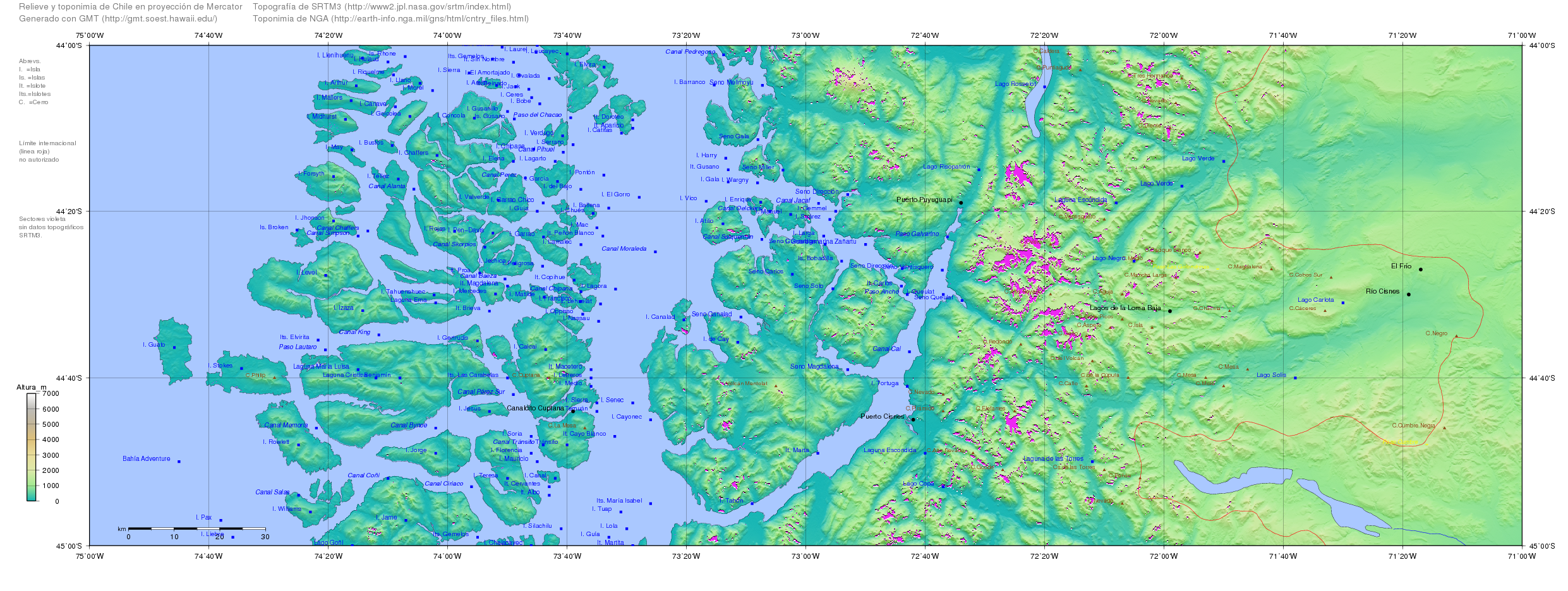
Ver [http://commons.wikimedia.org/wiki/Atlas_of_Chile/Clickable_map Mapa do Chile

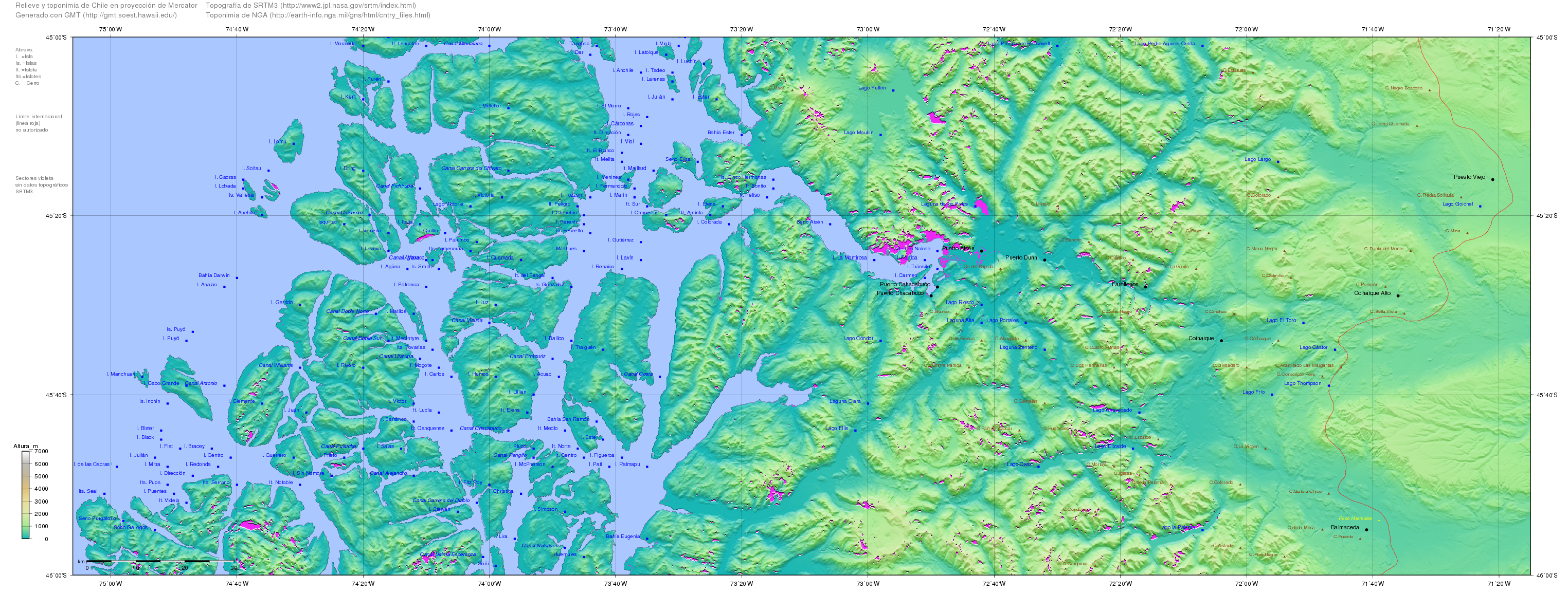
Ver [http://commons.wikimedia.org/wiki/Atlas_of_Chile/Clickable_map Mapa do Chile

O Arquipélago de Chonos (em castelhano:  Archipiélago de los Chonos) é um arquipélago com muitas ilhas montanhosas mas de pouca altitude situado na Região de Aisén, no Chile. Baías profundas separam as ilhas umas das outras. A maior parte das ilhas está coberta de floresta e são muito pouco povoadas, sendo a maioria desabitada. O Canal Moraleda separa as ilhas deste arquipélago do Chile continental.